# Бад Хонеф
Бад Хонеф (њем. Bad Honnef) град је у њемачкој савезној држави Северна Рајна-Вестфалија. Једно је од 19 општинских средишта округа Рајн-Зиг. Према процјени из 2010. у граду је живјело 24.915 становника. Град је познат по својој бањи, а ту се налази и дио савезних државних органа.

## Преглед
Град Хонеф је познат по минералном извору, званом змајевски извор, који је откривен 1897. године. Становништво се до тада углавном бавило виноградарством, а отада туризам повезан са бањом постаје главни извор прихода. Град је добио префикс бад (бања на њемачком), па се отада назива Бад Хонеф. Први њемачки канцелар Конрад Аденауер живио је у Бад Хонефу, одакле је могао лако да путује до главнога града Бона. Град је познат по организацији многих међународних конференција. Због близине Бона многе савезне институције преселиле су се у Бад Хонеф.

## Географски и демографски подаци
Бад Хонеф се налази у савезној држави Северна Рајна-Вестфалија у округу Рајн-Зиг. Град се налази на надморској висини од 75 метара. Површина општине износи 48,3 km². У самом граду је, према процјени из 2010. године, живјело 24.915 становника. Просјечна густина становништва износи 516 становника/km². Посједује регионалну шифру (AGS) 5382008, NUTS (DEA2C) и LOCODE (DE BHF) код.

## Међународна сарадња
| Мјесто     | Држава    | Врста сарадње | Од    |
| ---------- | --------- | ------------- | ----- |
|            | Шведска   | партнерство   | 2000. |
| Каденабија | Италија   | партнерство   | 1992. |
|            | Француска | партнерство   | 1976. |
| Извор      |           |               |       |